# Calceolaria frondosa
Calceolaria frondosa är en toffelblomsväxtart som beskrevs av U. Molau. Calceolaria frondosa ingår i släktet toffelblommor, och familjen toffelblomsväxter. Inga underarter finns listade i Catalogue of Life.